# Olimpiada szachowa 1970
Olimpiada szachowa 1970 rozegrana została w Siegen w dniach 5 - 26 września 1970 r.

## 19. olimpiada szachowa mężczyzn
Wyniki końcowe finałów A i B (60 drużyn, eliminacje w sześciu grupach + pięć finałów, system kołowy).
| Miejsce           | Kraj              | Punkty |
| ----------------- | ----------------- | ------ |
| Finał A (11 rund) |                   |        |
| 1                 | ZSRR              | 27½    |
| 2                 | Węgry             | 26½    |
| 3                 | Jugosławia        | 26     |
| 4                 | Stany Zjednoczone | 24½    |
| 5                 | Czechosłowacja    | 23½    |
| 6                 | RFN               | 22     |
| 7                 | Bułgaria          | 21½    |
| 8                 | Argentyna         | 21½    |
| 9                 | NRD               | 19     |
| 10                | Rumunia           | 18½    |
| 11                | Kanada            | 17½    |
| 12                | Hiszpania         | 16     |

| Miejsce           | Kraj      | Punkty |
| ----------------- | --------- | ------ |
| Finał B (11 rund) |           |        |
| 13                | Izrael    | 27     |
| 14                | Polska    | 25     |
| 15                | Australia | 24½    |
| 16                | Mongolia  | 23½    |
| 17                | Szwecja   | 23     |
| 18                | Holandia  | 23     |
| 19                | Dania     | 22     |
| 20                | Finlandia | 21½    |
| 21                | Kuba      | 20     |
| 22                | Austria   | 19½    |
| 23                | Kolumbia  | 18     |
| 24                | Indonezja | 17     |

| Miejsce | Medaliści + skład reprezentacji Polski                                                                 |
| ------- | --- |
| 1       | Borys Spasski, Tigran Petrosjan, Wiktor Korcznoj, Lew Poługajewski, Wasilij Smysłow, Jefim Geller      |
| 2       | Lajos Portisch, Levente Lengyel, István Bilek, Győző Forintos, István Csom, Zoltán Ribli               |
| 3       | Svetozar Gligorić, Borislav Ivkov, Milan Matulović, Aleksandar Matanović, Bruno Parma, Dragoljub Minić |
|         | Jerzy Kostro, Zbigniew Doda, Jan Adamski, Włodzimierz Schmidt, Jacek Bednarski, Andrzej Filipowicz     |